# Улица Владимира Покотило
У́лица Влади́мира Покоти́ло (укр. ву́лиця Володи́мира Покоти́ла) — улица в Святошинском районе города Киева, жилой массив Никольская Борщаговка. Пролегает от проспекта Леся Курбаса до бульвара Николая Руденко.
Примыкает к улицам Василия Доманицкого и Василия Кучера. Соединена путепроводом с улицей Гната Юры.

## История
Улица возникла в 60-е годы XX века. В 1967 году получила название улица Картвелишвили, в честь советского политического деятеля Л. И. Картвелишвили.
Современное название в честь деятеля Организации украинских националистов Владимира Покотило — с 2015 года.